# Eric Karasira
Eric Karasira

Link zum Bild

Eric Karasira ist ein ruandischer Nationaltrainer und Sportfunktionär.

## Karriere
Karasira war Cheftrainer für Ruandas Nationalteam bei den Crosslauf-Weltmeisterschaften 2011 in Punta Umbría, 2013 in Bydgoszcz und 2019 in Arhus. Für die im Juli in Lyon stattfindenden Para-Leichtathletik-Weltmeisterschaften 2013 trainierte er Hermas Muvunyi, der Gold im 800-Meter-Lauf gewann. Karasira war ebenfalls ruandischer Nationaltrainer für die Leichtathletik-Weltmeisterschaften 2013, die vom 10. bis 18. August in Moskau stattfanden.
Karasira arbeitete zudem als technischer Direktor beim Nationalen Paralympischen Komitee Ruandas, bevor er für die Amtszeit von März 2013 bis März 2017 zum Generalsekretär des Komitees gewählt wurde.
Für den World Para Athletics Grand Prix 2024, der vom 21. bis 24. März in Dubai stattfand, trainierte er Emmanuel Niyibizi und für den Kigali International Peace Marathon 2024 die Marathonläufer Noel Hitimana und Gilbert Dushimirimana vom APR Athletics Club sowie Alexis Nizeyimana und David Gakuru von der Rwanda National Police. Für die Olympischen Sommerspiele 2024 in Paris war Karasira Trainer der beiden ruandischen Leichtathletik-Teilnehmer Yves Nimubona und Clémentine Mukandanga.

## Privates
Karasira ist mit der Sitzvolleyballspielerin Liliane Mukobwankawe verheiratet und hat zwei Kinder. Die Familie lebt im Sektor Remera des Distrikts Gasabo in Kigali.